# ESTP

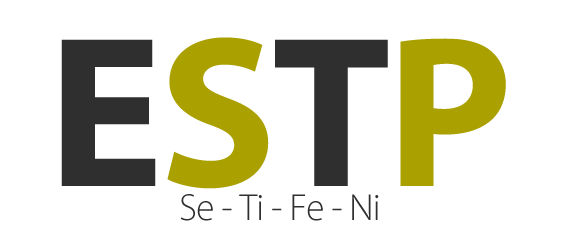
ESTP.

ESTP (Extroversión, Sensorial, Racional (Thinking), Perceptivo) es un acrónimo utilizado en el indicador de tipo de Myers-Briggs (MBTI) para referirse a uno de los dieciséis tipos de personalidad. La metodología de evaluación MBTI fue desarrollada a partir de los trabajos del psiquiatra Carl G. Jung en su obra Tipos psicológicos, en la que propuso una tipología psicológica basada en sus teorías de funciones cognitivas.
A partir del trabajo de Jung, otros investigadores continuaron con el desarrollo de tipologías psicológicas. Entre los test de personalidad más difundidos se encuentran el test MBTI, desarrollado por Isabel Briggs Myers y Katharine Cook Briggs, y el clasificador de temperamento Keirsey, desarrollado por David Keirsey. Keirsey se refiere a los ESTPs como los promotores, uno de los cuatro tipos pertenecientes al temperamento que Keirsey denomina los artesanos.
Aproximadamente entre el cuatro al diez por ciento de la población posee un tipo ESTP.

## La preferencia MBTI
- E - Extrovertido preferido sobre Introvertido
- S - Sensorial preferido sobre Intuitivo
- T - Racional (Thinking) preferido sobre Emocional
- P - Perceptivo  preferido sobre Calificador (Perception)

## Características del tipo ESTP

### Descripción de Myers-Briggs
Según Myers-Briggs, los ESTPs aprenden haciendo y viven el momento, buscando lo mejor de la vida, y deseando compartirlo con sus amigos. El ESTP se encuentra abierto a situaciones, capaz de improvisar para conseguir los resultados buscados. Ellos son personas activas que desean resolver problemas en vez de solo discutir sobre los mismos.

### Descripción de Keirsey
Según Keirsey, los ESTPs, o "Promotores Artesanos", son los más hábiles entre los diversos tipos en cuanto a su poder para influir sobre otras personas. Promover es el arte de maniobrar a otros para que adopten nuestro enfoque o visión. Concretos en su habla y utilitarios en la acción, ellos son operadores hábiles. El ESTP conoce a todas las personas que importan y todo lo que hay que hacer ya que poseen múltiples recursos, siempre saben donde se encuentra la diversión y la acción. Les gusta disfrutar de las cosas buenas de la vida y sumar a otras personas a disfrutar junto con ellos. Su objetivo en la vida es venderse a sí mismos y sus ideas a otros. Dramáticos y bonachones, se caracterizan por ganarse la confianza de las otras personas.
Según Keirsey, basado en sus observaciones de comportamiento, promotores notables son John F. Kennedy, Teddy Roosevelt, Madonna y Donald Trump.

### Otras características
- Extrovertido
- Encantador
- Ingenioso
- Divertido
- Observador
- Socialmente sofisticado
- Inventivo
- Resolvedor de problemas
- Impredecible
- Orientado a la acción
- Que comparte
- Contundente
- Zalamero
- Se aburre fácilmente
- Impulsivo
- Competitivo
- Deportista
- Astuto[5]